# Одного разу під Полтавою (сезон 14)
Чотирнадцятий сезон серіалу Одного разу під Полтавою, українського сіткому, який створено студією «Квартал-95» для телеканалу ТЕТ. Прем'єра відбулася 30 листопада 2021 року. Студія «Drive Production» також займається продюсуванням Одного разу під Полтавою. Сезон вміщає 20 епізодів і виходив по 10 грудня 2021 року.

## Актори й персонажі
| - Ірина Сопонару в ролі Яринки. - Юрій Ткач в ролі Юрчика. - Віктор Гевко в ролі Віті (кума Юрчика і Яринки). - Олександр Теренчук в ролі Сашка (дільничого). - Анна Саліванчук в ролі Віри. - Олександр Данильченко в ролі діда Петра. - Дмитро Голубєв в ролі Боріка. - Олександр Степаненко в ролі бармена. - Олександра Машлятіна в ролі Наталки (офіціантки). | Другорядні персонажі |

## Перелік серій
| Номер взагалі | Номер в сезоні | Назва              | Режисер        | Сценарист(и)                    | Дата показу       |
| --- | -------------- | ------------------ | -------------- | ------------------------------- | ----------------- |
| 249 | 1              | «Передбачення»     | Андрій Бурлака | Юрій Карагодін                  | 30 листопада 2021 |
| Юрчикові одразу спадає на думку геніальна ідея стартапу — продавати у ресторані печиво з передбаченнями. Вони разом із кумом сідають вигадувати передбачення особливого змісту. У цей час у Яринки вдома ховається Віра, яка боїться повертатися на роботу та ховається від свого шефа. |                |                    |                |                                 |                   |
| 250 | 2              | «Гольф»            | Андрій Бурлака | Тарас Стадницький               | 30 листопада 2021 |
| Герої вирішують зайнятися спортом та стати крутими гольфістами. З ключкою і м'ячиком було нелегко впоратися, але гарному спортсмену тільки шорти і заважають. Пошук відповідного майданчика видався завданням із зірочкою, тому що у справжній гольф на городі чи у курнику не зіграти та професіоналом не стати. |                |                    |                |                                 |                   |
| 251 | 3              | «Сезонне меню»     | Андрій Бурлака | Євген Пилипенко                 | 1 грудня 2021     |
| Яринка вирішує старанно зайнятися ресторанним бізнесом та вигадує нову концепцію закладу. Тепер в ресторані «У Яринки» відвідувачі будуть насолоджуватися сезонним меню та свіжими фрешами. Однак Юрчику ця затія не до вподоби, бо овочі для меню йому доведеться самостійно збирати та доставляти до ресторану. У цей час кум відправляється на рибалку і залишає друга без допомоги, тому Юрчик вирішує помститися. |                |                    |                |                                 |                   |
| 252 | 4              | «Клофелінчики»     | Андрій Бурлака | Валентин Іванов                 | 1 грудня 2021     |
| Поки Юрчик читає книгу про підвищення продуктивності, до нього в гості приходить відчайдушний кум. Він тільки вчора повернувся із санаторію, а вже встиг обзавестися проблемами. На курорті кум познайомився з жінкою, яка хоче приїхати до нього ввечері та повернути річ, яку він забув у її номері, тож друзі вигадують план порятунку. |                |                    |                |                                 |                   |
| 253 | 5              | «Ремонт»           | Андрій Бурлака | Аліна Блажкевич                 | 2 грудня 2021     |
| У Яринки та Юрчика процвітає ресторанний бізнес, тож вони вирішують відправитись у сімейну відпустку. Яринка мріє про відпочинок на Мальдивах, а у Юрчика від цін кров стине. В цей час свекруха та теща вирішили зробити дітям ремонт, але вони не можуть домовитися, з чого краще починати, тож вмикай серію і слідкуй за розгортанням конфлікту на цьому фоні. |                |                    |                |                                 |                   |
| 254 | 6              | «Марс»             | Андрій Бурлака | Ілля Дерменжі та Сергій Бібілов | 2 грудня 2021     |
| Куму як завжди на думку спадає геніальна ідея — відправитись у експедицію на Марс та ще й добряче на цьому заробити. Дід Петро реєструє прихильників Ілона Маска, Юрчика та кума до участі у програмі підкорення Марса. Майбутні експедитори починають підготовку до польоту і вже мріють про славу полтавських космонавтів. Єдине, що турбує друзів найбільше — це питання споживання спиртних напоїв у космосі. |                |                    |                |                                 |                   |
| 255 | 7              | «Вінник»           | Андрій Бурлака | Чингіс Мазінов                  | 3 грудня 2021     |
| Під Полтавою справжнє свято. Жінки чекали на цей день все своє свідоме життя — у село приїжджає знімати кліп Олег Винник. Віра навіть спекла пиріг із кіноа та злаків, щоб не зіпсувати ідеальне тіло співака. Усі прихильниці ринулись до діда Петра друкувати постери з портретом зірки, проте фарба в картриджі закінчилася. На знімальному майданчику дільничний намагався утримати дівчат всеможливими способами, але ті нещадно накинулися на Олега. |                |                    |                |                                 |                   |
| 256 | 8              | «Запій»            | Андрій Бурлака | Євген Пилипенко                 | 3 грудня 2021     |
| До Юрчика та Яринки приїжджає у гості їх однокласник Павло, а в цей час ранок господаря будинку починається з похмілля. Кум намагається врятувати друга від поганого самопочуття випивкою та закускою, проте Яринка розуміє це і виганяє кума. Уже тверезого Юрчика дружина вирішує провчити та доводить йому, що жодного однокласника не було. Юрчик шокований і обіцяє Яринціі закодуватися. |                |                    |                |                                 |                   |
| 257 | 9              | «Поїдання галушок» | Андрій Бурлака | Юрій Карагодін                  | 4 грудня 2021     |
| Дід Петро пропонує Яринці хайпанути та зробити безпрограшну рекламу закладу. В ресторані «У Яринки» пройде чемпіонат із поїдання галушок, який, за словами Діда Петра, увійде в історію села. Юрчик з'їв так багато галушок, що не зміг взяти участь у фіналі. Тому Яринці довелося пожертвувати своєю дієтою та замінити чоловіка у цьому запеклому поєдинку зі всесильним кумом. |                |                    |                |                                 |                   |
| 258 | 10             | «Обмін»            | Андрій Бурлака | Євген Пилипенко                 | 4 грудня 2021     |
| Юрчик і кум вирішують тиждень не користуватися грошима, а замість роботи зайнятися обміном непотрібних речей на «життєво необхідні». Друзі цілий день обмінювали то зубочистку на штопор для вина, то колекційну ручку на старезний велосипед. А фінальний експеримент здивував не лише Юрчика, а й порадував Яринку. Звичайно, без хитрощів не обійшлося, але виміняти безглузду річ на новий айфон вдасться не кожному. |                |                    |                |                                 |                   |
| 259 | 11             | «Гонка»            | Андрій Бурлака | Ілля Дерменжі та Сергій Бібілов | 5 грудня 2021     |
| Невідомий запитує у Віті дорогу до Полтави, і між ними розгортається суперечка, чия машина швидше. Кум вирішує зробити зі своєї «ластівки» ультрашвидкий автомобіль і взяти участь у перегонах, адже переможець отримає пристойну суму в доларах. За справу беруться справжні «професіонали» Юрчик і кум, а це означає, що без факапів не обійдеться. Кому дістанеться титул заслуженого гонщика дивися в 11 серії. |                |                    |                |                                 |                   |
| 260 | 12             | «Страйк»           | Андрій Бурлака | Євген Пилипенко                 | 5 грудня 2021     |
| Кум вважає себе незамінним співробітником, тому наважується попросити у Яринки підвищення зарплати. Вона відмовляє йому, і Вітя вирішує влаштувати страйк. Кум встановлює намет біля ресторану і закликає народ приєднатися до мітингу. Але, усвідомивши свою провину, вирішує вибачитися перед Яринкою та Юрчиком голяка, прикриваючи «те саме місце» улюбленою каструлею шеф-кухаря ресторану. |                |                    |                |                                 |                   |
| 261 | 13             | «Фешн-вік»         | Андрій Бурлака | Віктор Гевко                    | 5 грудня 2021     |
| Під Полтаву приїжджає молодий дизайнер Антоніо з незвичайним поглядом на моду. Яринка стає першим покупцем і автоматично іконою стилю. Яскраво-рожеві тканини, химерні стрази і пайетки припадають до душі усім модницям села. Яринка вирішує купити у полтавського дизайнера речі оптом і вже самостійно продавати у три рази дорожче. Проте Віра повертає подругу в реальність. Дизайнерські речі виявилися секонд-хендом. Дивись чим закінчиться геніальна бізнес-ідея Яринки у 13 серії.                                                                       |                |                    |                |                                 |                   |
| 262 | 14             | «Тік Ток»          | Андрій Бурлака | Ілля Дерменжі та Сергій Бібілов | 6 грудня 2021     |
| Кум хвалиться перед Юрчиком своїм роликом з п'ятьма лайками у ТікТок і між ними зароджується суперечка, хто набере більше лайків і опиниться у трендах. Дід Петро проводить Юрчику свій авторський курс по успішності у соціальних мережах, а кум постійно забуває натиснути на кнопку "запис". Хто ж стане професійним ТікТокером і переможе у цьому батлі дивись у 14 серії. |                |                    |                |                                 |                   |
| 263 | 15             | «Карусель»         | Андрій Бурлака | Дмитро Чивурін                  | 6 грудня 2021     |
| У кума, як завжди, стався форс-мажор, тому продукти в ресторан він привезти не зміг. Через його інфантильність все пішло шкереберть. Офіціантці Наталці довелося замість Віті їхати по продукти у місто, бармену Антону пощастило стати офіціантом, кухареві Борису дісталася роль бармена, а дільничний зайняв почесне місце на кухні. В цей час Яринка лежала у себе на ліжку, нічого не підозрюючи, і раділа, що її ресторан працює як годинник. Як же вона помилялась.                                                                                         |                |                    |                |                                 |                   |
| 264 | 16             | «Кінотеатр»        | Андрій Бурлака | Дмитро Голубєв                  | 6 грудня 2021     |
| Що не день, то у Юрчика з кумом нові ідеї для стартапів. Цього разу бізнес-план був майже ідеальним, однак у підприємців-початківців як завжди все пішло шкереберть. Куми вирішили організувати кінотеатр просто неба у Юрчика у дворі і показувати виключно серіали, щоб глядачі приходили до кінотеатру якомога частіше. Кльопі, мабуть, не сподобалося, що у неї на подвір'ї зібралися невідомі люди, тому своїм гучним хрюканням свинка розігнала останню надію Юрчика і кума заробити.                                                                        |                |                    |                |                                 |                   |
| 265 | 17             | «Морозиво»         | Андрій Бурлака | Дмитро Голубєв                  | 7 грудня 2021     |
| Яринка має новий бізнес-план високої кухні — тепер у ресторані готуватимуть морозиво на рідкому азоті. Шеф-кухар Борис щасливий від цієї новини, адже його талант знайде застосування. Поки Яринка була у від'їзді, за головного залишився Юрчик, тож у робочий час вирішив почастувати Бориса віскі. Кухар переплутав алкоголь з потрібним інгредієнтом і помилково додав його у морозиво. Юрчику сподобався смак десерту, тому в меню з'явилося морозиво для дорослих зі смаком пива, віскі і не тільки. Чи сподобається Яринці нововведення, дивись у 17 серії. |                |                    |                |                                 |                   |
| 266 | 18             | «Прожарка»         | Андрій Бурлака | Аліна Блажкевич                 | 8 грудня 2021     |
| Яринка вирішує влаштувати своєму чоловікові прожарку, в якій його закидуватимуть гострими жартами про нього самого. Кум підкинув Яринці чудову ідею брати гроші за вхід, тому на заході вдалося непогано заробити. Просмажити Юрчика погодилися всі: працівники ресторану, Яринка, дід Петро та навіть дільничний. Щоб дізнатися продовження найяскравішого жарту вечора і нарешті зрозуміти, чому у Юрчика солом'яний дах, а не з шиферу, вмикай 18 серію. |                |                    |                |                                 |                   |
| 267 | 19             | «Святе місце»      | Андрій Бурлака | Валентин Іванов                 | 9 грудня 2021     |
| Під Полтавою відбуваються незрозумілі речі. Юрчику перерізали дроти в хаті, у кума хтось злив весь бензин, у діда Петра вкрали коня, а у мешканців села пропав посуд. Замість того, щоб допомогти слідству, Юрчик і кум постійно намагалися звинуватити у крадіжці один одного, і навіть влаштували дуель вилами. Вмикай 19 серію, щоб дізнатися, хто насправді навів галас на все село. |                |                    |                |                                 |                   |
| 268 | 20             | «Продаж ресторану» | Андрій Бурлака | Євген Пилипенко                 | 10 грудня 2021    |
| Юрчик із Яринкою нарешті виплатили кредит за ресторан і тепер зможуть працювати у плюс. До бізнесменів приходить Михайло Поплавський, який славиться різноманітними кафе на трасі, і пропонує викупити ресторан «У Яринки» за дуууже великі гроші. Перед подружжям стоїть складний вибір, тому вони вирушають просити поради в кожного другого мешканця села. Чи стане ресторан «У Яринки» кафе «У Михасика», дивись у фінальній серії 14 сезону. |                |                    |                |                                 |                   |